# Girabola 1993
Der Girabola 1993 war die 15. Saison des Girabola, der höchsten Spielklasse im Fußball in Angola. Es nahmen erstmals nur 12 Mannschaften teil, die je zwei Mal gegeneinander antreten mussten.
Petro Luanda gewann seine achte Meisterschaft. Zudem errang er gegen Atlético Sport Aviação, ebenfalls aus der Hauptstadt Luanda, erst den angolanischen Pokal und danach den angolanischen Supercup. Nach Primeiro de Agosto 1991 gelang damit dem Petro Luanda als zweitem Klub das angolanische Triple.
Desportivo EKAs Stürmer Serginho wurde mit 14 Treffern Torschützenkönig.

## Auswirkungen des Bürgerkriegs
Der weiter eskalierte Bürgerkrieg in Angola (1975–2002) verhinderte die komplette Durchführung der Spielzeit 1993. Auch sind nicht die kompletten Daten der Saison vermerkt.
Durch die extremen Bürgerkriegswirren und die starke Zerstörung Huambos konnten zudem die Aufsteiger Benfica Huambo und Petro Huambo nicht am Spielbetrieb teilnehmen. Der angolanische Verband FAF entschied daher, dass stattdessen die Absteiger Inter Huíla und Desportivo Nocal weiter im Girabola bleiben, und sicherten den beiden Klubs aus Huambo einen automatischen Start im Girabola zu, sollte der Bürgerkrieg in der folgenden Saison beendet sein.

## Tabelle
| Platz | Verein                   | Spiele | Punkte |
| ----- | ------------------------ | ------ | ------ |
| 1.    | Petro Luanda (P)         | 21     | 32     |
| 2.    | Primeiro de Maio         | 21     | 29     |
| 3.    | Desportivo Eka           | 21     | 26     |
| 4.    | Atlético Sport Aviação   | 21     | 21     |
| 5.    | Primeiro de Agosto (M)   | 20     | 20     |
| 6.    | GD Sagrada Esperança     | 21     | 19     |
| 7.    | Inter Huíla              | 20     | 19     |
| 8.    | Progresso Sambizanga (N) | 21     | 18     |
| 9.    | Desportivo Nocal         | 21     | 17     |
| 10.   | Nacional Benguela        | 21     | 17     |
| 11.   | FC Cabinda               | 20     | 15     |
| 12.   | Académica Lobito (N)     | 20     | 14     |

(Stand: Endstand, keine detailliertere Daten vermerkt)
| (M) | amtierender angolanischer Meister     |
| (P) | amtierender angolanischer Pokalsieger |
| (N) | Neuaufsteiger der letzten Saison      |